# Stiftung Preußische Schlösser und Gärten Berlin-Brandenburg
Stiftung Preußische Schlösser und Gärten Berlin-Brandenburg (SPSG) er en stiftelse etableret i 1994, som forvalter de tyske slotte og haver i Berlin og Brandenburg.
Organisationens forløbere var Staatliche Schlösser und Gärten Potsdam-Sanssouci i DDR og Verwaltung der Staatlichen Schlösser und Gärten i Vestberlin. Disse sprang igen ud fra den preussiske Verwaltung der Staatlichen Schlösser und Gärten, som blev etableret 1. april 1927 efter at stridighederne mellem Fristaten Preussen og familien Hohenzollern om ejendomsretten til de tidligere kongelige ejendomme var bragt til ende.
SPSG har sæde i Potsdam, og finansieres af delstaterne Berlin og Brandenburg, og af forbundsregeringen, som bærer 42 % af omkostningerne. Stiftelsen får også støtte fra flere støtteforeninger og private sponsorer.